# Crkva sv. Kuzme i Damjana u Lastovu
Crkva sv. Kuzme i Damjana – Lastovo katolička je župna crkva u Lastovu. Sagrađena je (ili proširena) 1473. godine na ruševinama stare crkve iz 11. stoljeća, posvećena je 19. ožujka 1692. godine. U početku je bila jednobrodna, a u 16. ili 17. stoljeću nadograđene su joj nadodane pobočne lađe.
Crkva je danas trobrodna i nalazi se u središtu sakralnog peterokuta. Tijekom povijesti bila je zborno mjesto lastovske zajednice. Sakristija je dograđena 1545. godine, dok je zvonik dograđen tek 1942. godine. Obnovljena je 1996. godine.

## Župna kuća
Župna kuća je u kući koju je 1916. godine ostavila Marija Garbini, a prije toga su svećenici obitavali u vlastitim kućama.

## Vanjske poveznice
| Portal:Kršćanstvo | Portal: Kršćanstvo |

- (engl.) History and Culture of Island of Lastovo – lastovotravel.com [Povijest i kultura otoka Lastova]

|  | Portal Hrvatske – Pristup člancima s tematikom o Hrvatskoj. |